# Conus sagei
Conus sagei is een in zee levende slakkensoort uit het geslacht Conus. De slak behoort tot de familie Conidae. Conus sagei werd in 1993 beschreven door Korn & G. Raybaudi Massilia. Net zoals alle soorten binnen het geslacht Conus zijn deze slakken roofzuchtig en giftig. Zij bezitten een harpoenachtige structuur waarmee ze hun prooi kunnen steken en verlammen.